# Guerriero (Marco Mengoni)
Guerriero è un singolo del cantante italiano Marco Mengoni, pubblicato il 21 novembre 2014 come primo estratto dal terzo album in studio Parole in circolo.
Per anni è stato il singolo di maggior successo dell'artista in quanto certificato sei volte disco di platino per aver venduto oltre 300 000 copie, venendo poi superato da Due vite, certificato sempre sei volte disco di platino per aver venduto però oltre 600 000 copie. È stato anche il primo brano italiano a raggiungere contemporaneamente la vetta nelle vendite digitali, nell'airplay e nello streaming.

## Descrizione
Scritto dallo stesso Mengoni e da Fortunato Zampaglione, secondo Eleonora Romanò di Sony Music, Guerriero è una ballad intensa che evidenzia la crescita di Mengoni come interprete e come autore.

## Video musicale
Il video è stato diretto dallo stesso Mengoni assieme a Cosimo Alemà ed è stato girato in Trentino in collaborazione con Trentino Film Commission, Trentino Sviluppo e Comune di Trento.

## Tracce
Testi e musiche di Marco Mengoni e Fortunato Zampaglione.
Download digitale, 7" (Italia)
1. Guerriero – 4:04

DVD (Italia)
1. Guerriero (Video) – 5:32

## Formazione
Musicisti
- Marco Mengoni – voce, arrangiamenti vocali, arrangiamento fiati
- Tim Pierce – chitarra elettrica ed acustica
- Alessandro De Crescenzo – chitarra elettrica aggiuntiva
- Sean Hurley – basso
- Giovanni Pallotti – basso aggiuntivo
- Jeff Babko – pianoforte, hammond, rhodes
- Christian "Noochie" Rigano – tastiera, sintetizzatore, programmazione
- Michele Canova Iorfida – programmazione, tastiera
- Blair Sinta – batteria
- Marco Tamburini – tromba, arrangiamento fiati
- Roberto Rossi – trombone

Produzione
- Michele Canova Iorfida – produzione, registrazione (Kaneepa Studio), missaggio
- Morgan Stratton – registrazione (Sunset Sound Studio 1)
- Geoff Neal, Alberto Gaffuri – assistenza tecnica (Sunset Sound Studio 1)
- Patrizio "Pat" Simonini – registrazione (Kaneepa Studios)
- Pino "Pinaxa" Pischetola – missaggio
- Antonio Baglio – mastering

## Classifiche

### Classifiche settimanali
| Classifica (2014) | Posizione massima |
| ----------------- | ----------------- |
| Italia            | 1                 |

### Classifiche di fine anno
| Classifica (2014) | Posizione |
| ----------------- | --------- |
| Italia            | 34        |
| Classifica (2015) | Posizione |
| Italia            | 14        |